# 日本医療小説大賞
日本医療小説大賞（にほんいりょうしょうせつたいしょう）は、公益社団法人日本医師会の主催、厚生労働省の後援、新潮社の協力により行われる、日本の医療小説を対象とした文学賞である。

## 概要
2011年（平成23年）に「国民の医療や医療制度に対する興味を喚起する小説を顕彰することによって、国民と医療関係者とのより良い信頼関係の構築を図り、日本の医療に対する国民の理解や共感を得ることの他に、日本の活字文化の推進に貢献すること」を目的として創設された。
毎年1月1日から12月31日までに書籍の形で発行された作品を対象として、翌年3月に選考会を開催し、受賞者には賞状と副賞100万円が贈られる。『小説新潮』6月号で決定発表や選評の掲載が行われており、それに合わせて医療小説の特集が組まれている。第5回の実施をもって休止となった。

## 選考委員
- 第1回 - 第2回 : 篠田節子、久間十義、渡辺淳一
- 第3回 : 篠田節子、久間十義、渡辺淳一、海堂尊
- 第4回 : 篠田節子、久間十義、海堂尊
- 第5回 : 篠田節子、久間十義、養老孟司

## 選考結果
| 回（年）        |          | 作者       | タイトル                                 | 初刊       | 文庫化等   |
| --------------- | -------- | ---------- | ---------------------------------------- | ---------- | ---------- |
| 第1回（2012年） | 受賞     | 帚木蓬生   | 蠅の帝国――軍医たちの黙示録               | 2011年7月  | 2014年11月 |
| 第1回（2012年） | 受賞     | 帚木蓬生   | 蛍の航跡――軍医たちの黙示録               | 2011年11月 | 2015年1月  |
| 第2回（2013年） | 該当なし | 該当なし   | 該当なし                                 | 該当なし   | 該当なし   |
| 第3回（2014年） | 受賞     | 久坂部羊   | 悪医                                     | 2013年11月 |            |
| 第3回（2014年） | 最終候補 | さだまさし | 風に立つライオン                         | 2013年7月  | 2014年12月 |
| 第3回（2014年） | 最終候補 | 里見清一   | 見送ル――ある臨床医の告白                 | 2013年8月  |            |
| 第3回（2014年） | 最終候補 | 中脇初枝   | わたしをみつけて                         | 2013年7月  | 2015年6月  |
| 第3回（2014年） | 最終候補 | 南木佳士   | 陽子の一日                               | 2013年1月  | 2015年7月  |
| 第4回（2015年） | 受賞     | 上橋菜穂子 | 鹿の王【上・下】                         | 2014年9月  |            |
| 第4回（2015年） | 最終候補 | 仙川環     | 流転の細胞                               | 2014年6月  |            |
| 第4回（2015年） | 最終候補 | 笙野頼子   | 未闘病記――膠原病、「混合性結合組織病」の | 2014年7月  |            |
| 第4回（2015年） | 最終候補 | 加納朋子   | トオリヌケ キンシ                        | 2014年10月 |            |
| 第5回（2016年） | 受賞     | 中島京子   | 長いお別れ                               | 2015年5月  |            |
| 第5回（2016年） | 最終候補 | 中山七里   | ヒポクラテスの誓い                       | 2015年5月  |            |
| 第5回（2016年） | 最終候補 | 朝井まかて | 藪医 ふららこ堂                          | 2015年8月  |            |
| 第5回（2016年） | 最終候補 | 東野圭吾   | 人魚の眠る家                             | 2015年11月 |            |